# Bảo tàng Marmottan Monet
Bảo tàng Marmottan Monet là một bảo tàng nghệ thuật nằm ở Quận 16, thành phố Paris. Đây là nơi lưu trữ nhiều tác phẩm quan trọng của trường phái ấn tượng, đặc biệt các họa phẩm của Claude Monet, trong đó có Ấn tượng mặt trời mọc (Impression Soleil Levant), bức tranh đánh dấu sự ra đời của trường phái.
| Métro Paris | Bến tàu điện ngầm: La Muette |

## Lịch sử
Năm 1882, Jules Marmottan mua lại của Công tước Valmy ngôi nhà nằm gần rừng Boulogne. Sau đó, Paul Marmottan, con trai của Jules Marmottan, xây dựng lại thành một dinh thự. Khi mất vào năm 1932, Paul Marmottan di tặng dinh thự này cho Viện hàn lâm Mỹ thuật cùng tất cả bộ sưu tập và thư viện. Bộ sưu tập do Jules Marmottan tập hợp những tác phẩm của các nghệ sĩ trường phái nguyên thủy người Đức, Flanders và Ý. Người con trai, Paul Marmottan, tiếp tục sưu tầm các họa phẩm, tác phẩm điêu khắc thời Napoléon. Ngoài ra còn có các tác phẩm chất liệu đồng của Pierre-Philippe Thomire, tranh của Carle Vernet, Louis Léopold Boilly, François-Xavier Fabre... Bảo tàng Marmottan Monet được thành lập hai năm sau đó.
Bức Ấn tượng mặt trời mọc (Impression Soleil Levant) được Victorine Donop de Monchy tặng cho bảo tàng Marmottan vào năm 1957. Họa phẩm thuộc bộ sưu tập bà đã hưởng từ người cha, bác sĩ Georges de Bellio. Cùng Ấn tượng mặt trời mọc, bộ sưu tập còn có một số tác phẩm của Claude Monet, Camille Pissarro, Auguste Renoir và Alfred Sisley, chủ yếu thuộc trường phái ấn tượng.
Năm 1966, bảo tàng nhận được một bộ sưu tập quan trọng từ Michel Monet, con út của Claude Monet, gồm 80 bức sơn dầu, 4 bức phấn màu và 3 bức họa hình cùng một số biếm họa và vài cuốn ký họa của Monet. Nhờ quà tặng này, ngày nay bảo tàng Marmottan là nơi lưu trữ bộ sưu tập quan trọng nhất về Monet. Ngoài ra, tặng phẩm của Michel Monet còn có các tác phẩm của Eugène Boudin, Gustave Caillebotte, Armand Guillaumin, Johan Barthold Jongkind, Édouard Manet, Berthe Morisot, Camille Pissarro, Auguste Renoir và Auguste Rodin. Đây là bộ sưu tập riêng của Claude Monet, tập hợp tác phẩm những người bạn của mình.
Năm 1980, nhà buôn tranh Daniel Wildenstein tặng cho bảo tàng Marmottan 228 bước tiểu họa thời Trung Cổ vốn được thừa hưởng từ người cha. Năm 1987, Nelly Duhem tặng lại Marmottan bộ sưu tập thừa hưởng từ bố mẹ, gồm các tác phẩm hội họa và điêu khắc của Eugène Boudin, Eugène Carrière, Jean-Baptiste Camille Corot, Paul Gauguin, Armand Guillaumin, Monet, Pissarro, Renoir, Rodin.
Từ năm 1996, các tác phẩm của hội Denis et Annie Rouart cũng được trưng bày ở bảo tàng Marmottan Monet.

## Bộ sưu tập

Một số tác phẩm của bảo tàng Eugène Delacroix
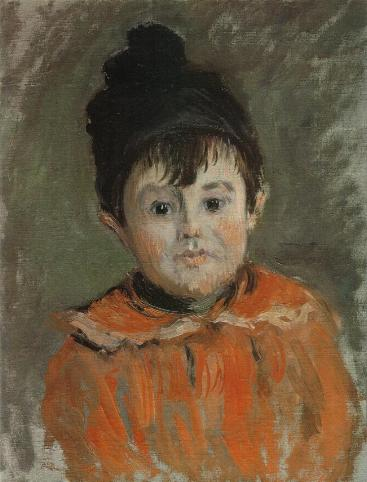
Claude Monet: Michel Monet au bonnet à pompon
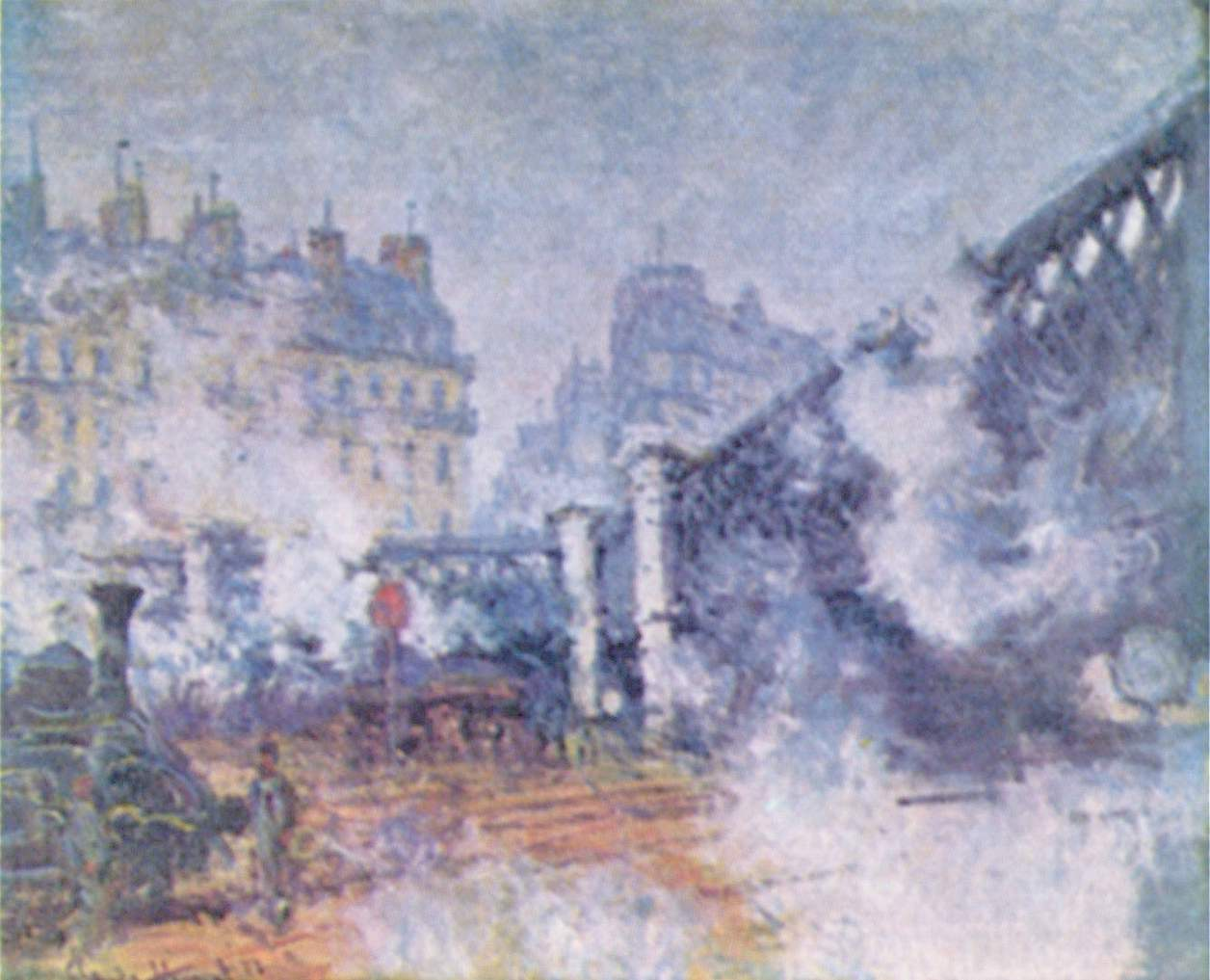
Claude Monet: Gare Saint Lazare
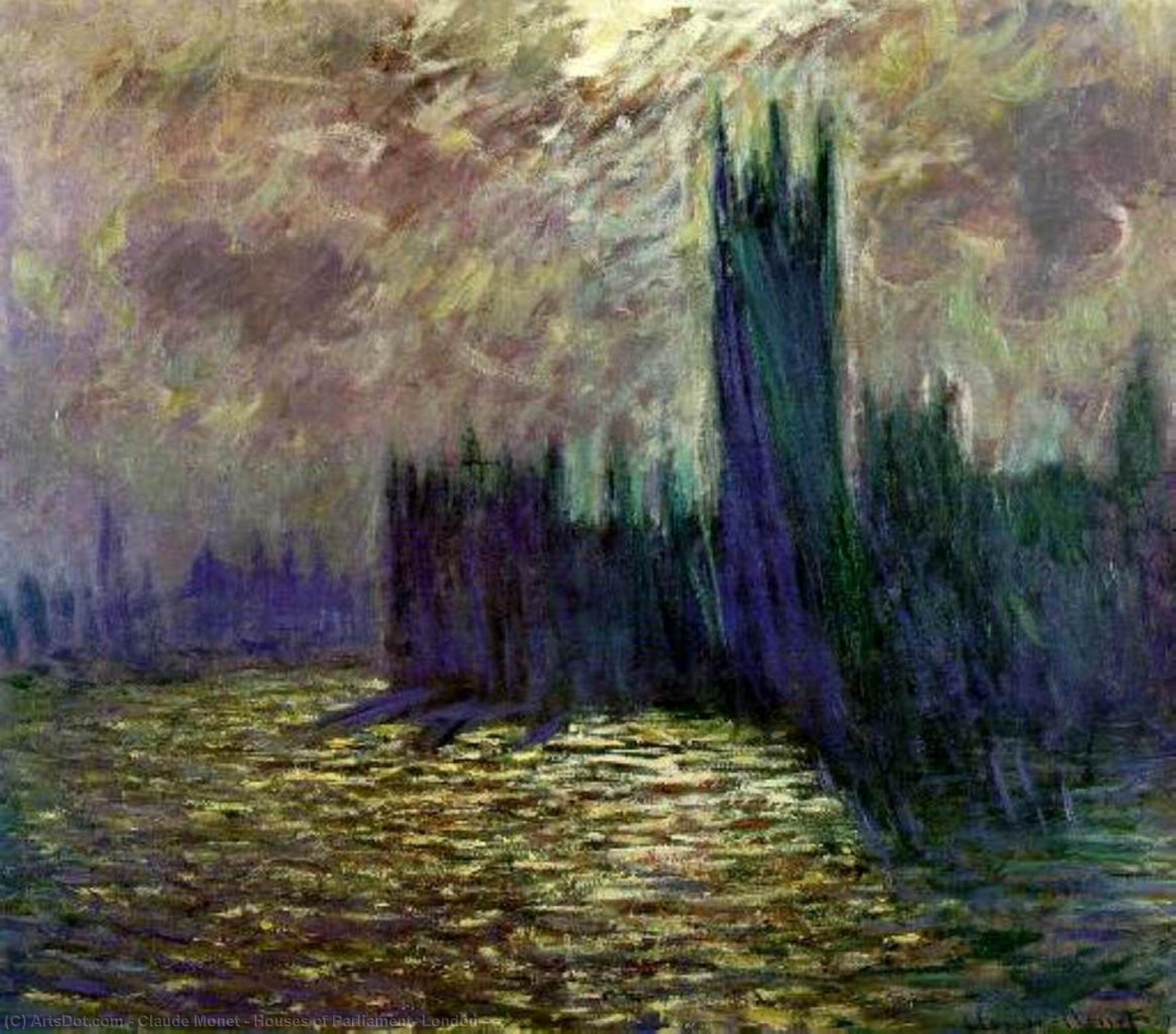
Claude Monet: Houses of Parliament
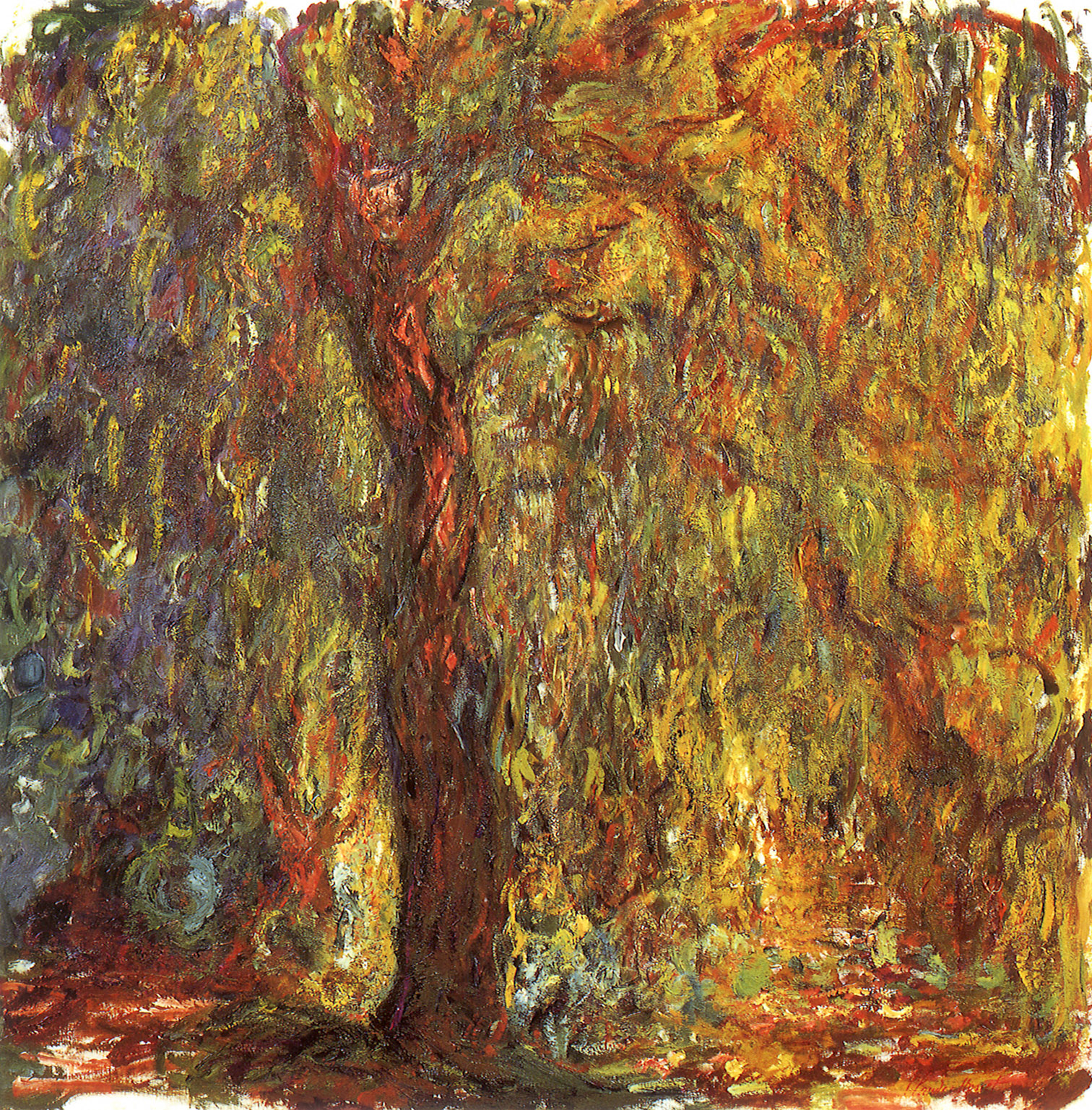
Claude Monet: Saule pleureur
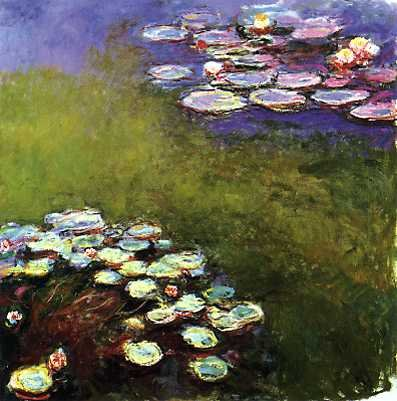
Claude Monet: Nympheas
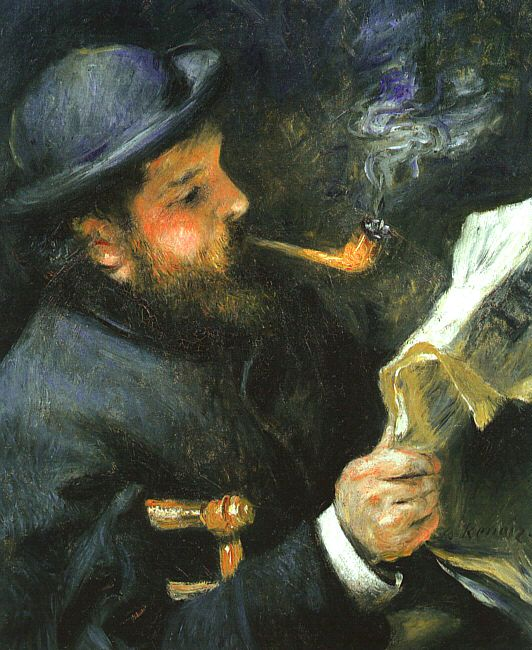
Pierre August Renoir: Porträt Claude Monet
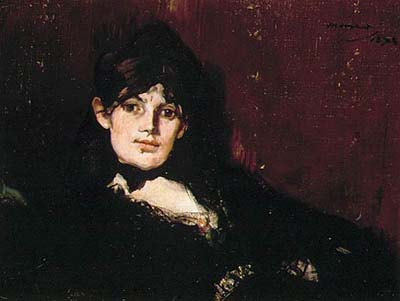
Edouard Manet: Porträt Berthe Morisot
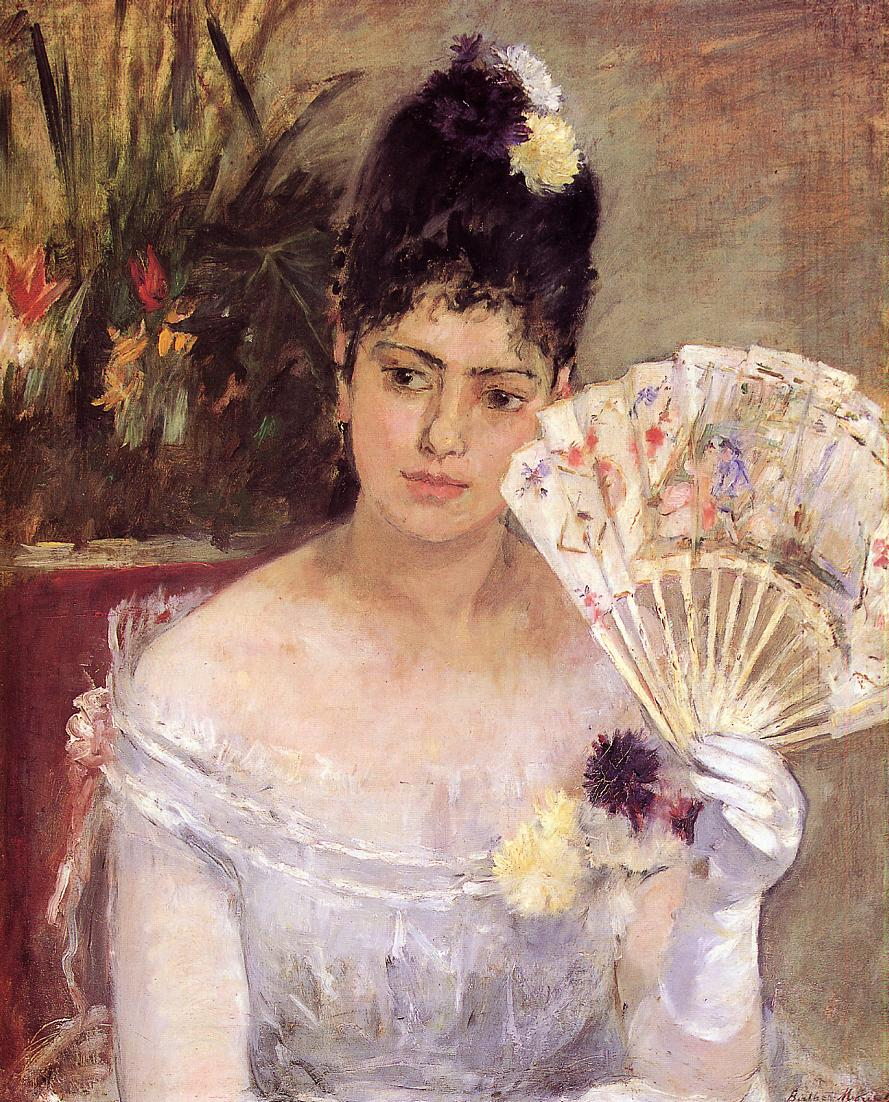
Berthe Morisot: Jeune fille au bal